# Akkelis fjällurskog
Akkelis fjällurskog är ett år 2000 bildat naturreservat i Arjeplogs kommun, beläget omkring 15 km fågelvägen nordväst om Arjeplog. Det utgörs av lågfjället Akkelis, vars högsta punkt når 784 meter över havet, och omgivande skogsområden med sjön Hornavan som avgränsning i nordost. 
Naturreservatet ingår i Natura 2000, EU:s ekologiska nätverk av skyddade områden. Fjället används för friluftsliv, jakt, fiske och bärplockning. Det bedrivs även renskötsel i området. 